# 宁津街道
宁津街道，是中华人民共和国山東省威海市荣成市下辖的一个乡镇级行政单位。行政上属于石岛管理区。

## 行政区划
宁津街道下辖以下地区：
铘鑫社区、宁津所社区、卢家庄社区、桥上社区、东楮岛社区、林家流社区、前兴社区、富甲山庄社区、渠隔村、北场村、留村、口子村、东墩村、南泊村、南港头村、季家村、所前王家村、大岔河村、东苏家村、鞠家村、周庄村、于家村、小河东村、所东张家村、所东王家村、东钱家村、西钱家村、尹家庄村、止马滩村、马栏耩村、洼里村、龙云村、龙泉村、马家寨村、后店子村、所后杨家村、所后马家村、所后王家村、所后卢家村、涝滩子村、岛西庄村、后海崖村、金庄村、岛东耩村、刘庄村、岛西耩村、南洼村、吕家庄村和西道村。

## 中国传统村落
2012年，东楮岛村被评为首批“中国传统村落”。

## 參看
- 荣成市宁津街道办事处信息公开指南,荣成市人民政府办公室 （页面存档备份，存于）
- 宁津街道因街道办事处驻宁津所而得名。[]
- 名胜地 留村石墓群